# Collège du Cardinal-Lemoine
Il Collège du Cardinal-Lemoine è stato un collegio dell'antica Università di Parigi.

## Storia
Il cardinale Lemoine venne inviato a Parigi dal Papa, in qualità di legato pontificio, per porre fine alle guerre tra Francia e Inghilterra.
Il legato iniziò fondando la cappella che fu chiamata l'altare del pigro, vicino al coro nella navata di Cattedrale di Notre-Dame, e nel 1303 acquistò un terreno e istituì un collegio che è stato chiamato la casa del cardinale in rue Saint-Victor. Il porporato morì nel 1313 e fu sepolto nella cappella del collegio. I suoi parenti aumentarono la dotazione con delle donazioni e collegio venne poi chiamato  collegio del cardinal Lemoine.
Uno dei borsisti istituì una cerimonia annuale in memoria del fondatore, che venne chiamata la solennità del cardinale:
Il 13 gennaio di ogni anno un membro del collegio interpretava il ruolo del cardinale. Abbigliato con gli abiti della sua dignità, riceveva gli omaggi ad esso indirizzati. Più tardi, gli attori dell'Hôtel de Bourgogne parteciparono alla celebrazione della Messa solenne, che veniva cantata durante questo cerimonia. Si trattava di un riconoscimento da parte degli attori verso la famiglia del prelato, che aveva un appartamento nell'edificio, chiamato per molto tempo loggia del cardinale. 
In epoca pre-rinascimentale, il Collegio del Cardinal Lemoine, come quello di Harcourt o di Santa Barbara o di Montaigu, aveva il compito di formare gli studenti che si preparavano all'ingresso nella Facoltà delle Arti che non accettava i monaci, e accoglieva i laici ai quali proibiva il matrimonio. Gli studenti e gli insegnanti erano divisi in quattro nazioni (Francia, Piccardia, Normandia e Germania). Il collegio del Cardinal Lemoine accoglieva principalmente studenti provenienti dalla Piccardia.
L'edificio fu ristrutturato nel 1757. Nel 1790, il collegio fu soppresso e nazionalizzato. Un'ordinanza reale del 7 luglio 1824 ordinò la costruzione di tre strade sulla superficie del collegio. La rue du Cardinal-Lemoine venne aperta nel 1825.